# Troll and I
Troll and I es un videojuego desarrollado por Spiral House y publicado por Maximum Games para Microsoft Windows, PlayStation 4, Xbox One y Nintendo Switch.

## Trama
Un joven llamado Otto forma un vínculo con un trol gigante que está siendo perseguido por un cazador despiadado. Se fija en un poste de Escandinavia de la Segunda Guerra Mundial.

## Jugabilidad
El trol es capaz de hacer ataques poderosos que pueden derrotar a los enemigos con un solo golpe, mientras que Otto confía en ataques más ligeros y más ágiles. Los dos tendrán que trabajar juntos para resolver puzles. Incluirá multijugador de pantalla dividida local.

## Desarrollo
El juego iba a ser publicado originalmente por Square Enix bajo su iniciativa Square Enix Collective. Se le dio la luz verde después de una votación preguntando si la gente lo apoyaría en una campaña de micromecenazgo que terminó con el 92% de los votantes diciendo que sí y el 8% de los votantes que no.
Se anunció que sería publicado por Maximum Games el 14 de diciembre de 2016.

## Puntuación musical
La partitura musical de los juegos fue creada por Pitstop Productions, una compañía audiovisual basada en el Reino Unido.